# エンシェント・ワン
エンシェント・ワン（Ancient One）は、マーベル・コミックが発行するアメリカン・コミックスに登場する架空のキャラクターである。彼はドクター・ストレンジの師であり、前任の“ソーサラー・スプリーム”だった。

## 発行履歴
エンシェント・ワンは、スタン・リーとスティーヴ・ディッコに創造され、1963年7月に『ストレンジ・テイルズ』第110号でデビューした。
このキャラクターは、2012年1月2日の『Doctor Strange: Season One』や、『Doctor Strange - Marvel Masterworks Volume 1』、2011年6月15日の『Doctor Strange: From the Marvel Vault #1』などのマーベル・コミックのグラフィック・ノベルにも登場している。

## キャラクター経歴
現代から500年以上も前、将来エンシェント・ワンとなる人物は、「ヒマラヤ山脈の高地にある隠された村“カマール・タージ”で生まれた。友人のカルーが魔法の力を発見するまでは、農夫として平和な少年時代を過ごした。やがてこの神秘の力を学び、エンシェント・ワンは自分たちの村をユートピアにしたいと願い、カルーは権力と近隣の村の征服を望んだことで対立した。
一時はカマル・タージから病気や老化をなくす呪文を唱えることに同意したエンシェント・ワンとカルーだったが、村人たちをマインドコントロールさしたカルーは村の王となった。その結果、エンシェント・ワンとカルーは争い、カマル・タージの村は全滅してしまった。そしてカルーは異次元に追放され、エンシェント・ワンは不死ではなくなったものの、普通の人間よりもはるかに遅い速度で年をとるようになった。

### 知識の習得
エンシェント・ワンはヒマラヤ山脈の宮殿を住処とし、自らの保護と支援のために魔術士団を結成した。魔術師ジンギスが主催するトーナメントでエンシェント・ワンは地球のソーサラー・スプリームの称号を獲得し、後にミスター・ジップとなる弟子を預かることになった。だがその後、自分の力を高めるために禁断の黒魔術の書物を研究していたジップを、エンシェント・ワンは追放した。

### 弟子入り
エンシェント・ワンは年齢を重ね衰弱していく中、弟子を探し、やがて魔術の才能を持つ精神科医アンソニー・ドルイドに接触。ハイ・ラマを装い、エンシェント・ワンはドルイドを“ドクター・ドルイド”になるよう訓練する。
次に、交通事故に遭ったことで神経損傷した両手の治療を望む外科医スティーヴン・ストレンジから助けを求められると、代わりに自分の弟子にならないかと持ちかけた。その時は怒った彼に断られたものの、ドーマムゥと手を組んだバロン・モルドに攻撃を仕掛けられた一件からエンシェント・ワンは、モルドを止めるには自分が魔法を学ぶしかないと考えたストレンジを弟子として受け入れた。その末にモルドは間もなく宮殿を去り、ストレンジは“ドクター・ストレンジ”の名でエンシェント・ワンの後継者となったが、ドルイドにも去られる結果となった。
超次元の怪物シュマ＝ゴラスによって地球への侵入に自らの心を利用されそうになった時、エンシェント・ワンはストレンジに自己意識が存在する部分を破壊するよう促す。この行為によってシュマ＝ゴラスはエンシェント・ワンの心の中に閉じ込められ、行く手を阻まれるが、エンシェント・ワンの肉体も破壊される。肉体を失った彼の魂はその後宇宙やエターニティと一体化し、ソーサラー・スプリームの称号はストレンジに受け継がれた。
エンシェント・ワンは肉体の死後、エターニティのアバターとしてその存在を示し、ドクター・ストレンジとエターニティの闘いに介入した。また、一時的に肉体を取り戻した頃にはアメリカ・ニューヨークのマンハッタンのバワリーでアルコール依存症の廃人として暮らしていた。ストレンジが創造主を倒したことで、彼は宇宙との一体感を取り戻した。

## パワー・アイテム
エンシェント・ワンはアストラル投射、レビテーション、異次元テレポーテーションなど、膨大な数の効果をもたらす魔法を操る能力を持っており、呪文を唱えることで地球と接する次元に存在する実体や力を持つ物体を呼び出すことで、超次元のエネルギーを利用することができた。しかし、極度の老齢となったため、肉体に大きな負担をかけずに大規模な魔術を発動することはできなかった。
また、“ヴィシャンティの書”、“アガモットのオーブ”、アミュレット、“アガモットの目”などの神秘的な数々の道具や、生涯を通じて収集した装置を所有していた。

## その他のバージョン

### 『ヒーローズ・リボーン』（2021年）
『 ヒーローズ・リボーン』（2021年）第3号のフラッシュバックにおける訓練シーンでは、エンシェント・ワンの別世界での変種がカメオ出演した。

### 『Dr. Strange: Season One』
グラフィックノベル『Dr. Strange: Season One』においては、エンシェント・ワンの別世界での変種が登場し、このバージョンはより社交的で、自虐的なジョークを厭わず、部外者と友情を結ぶことを好む。

### 『Strange』
J・マイケル・ストラジンスキーの『Strange』では、エンシェント・ワンの別世界での変種が登場。このバージョンは老齢のため肉体的には衰弱しているものの、精神的・霊的には強力な古代の魔術師である。

## MCU版
『マーベル・シネマティック・ユニバース』（MCU）では壮年女性のキャラクターとなり、ティルダ・スウィントンが演じ、日本語吹替を樋口可南子が担当した。
本項は、“アース616”（正史の宇宙）におけるエンシェント・ワンを主軸として表記する。

### キャラクター像
魔術師の一団「マスターズ・オブ・ミスティック・アーツ」の長であり、かつて「至高の魔術師［ソーサラー・スプリーム］」の称号を持っていた、700歳を超える年齢不詳のケルト人女性の魔術師。気を散らすという理由で髪を剃った頭や、時代を特定できない服装、物静か且つ常に達観した佇まいを崩さないなど、独特な雰囲気を放つ淑女だが、ソーサラー・スプリームを引き継ぐべき人物が現れるまで現実世界を多次元の脅威から守り続けるために、自ら禁じている闇の魔術によって気の遠くなるほど長い時を生きてきた事実を隠してきた。

### 能力
その魔力は魔術師の中でも最強を誇り、カエシリウス率いる「ゼロッツ」を圧倒する程の実力を持つ。英語だけでなく中国語も話せるマルチリンガルでもある。

### レリック
扇子
エンシェント・ワンが愛用する小さな木製の扇子。一見普通の扇子のようだが、エンシェント・ワンの能力を強化する。
スリング・リング
使用する魔術師が望む行き先へのゲートウェイ（出入り口）を開く指輪。
アガモットの目
初代ソーサラー・スプリームであったアガモットの名を冠した首飾り。内部に収められている緑色の石は時間を操る「タイム・ストーン」である。2012年時には、自ら首に下げていた。

### 各作品での描写
『ドクター・ストレンジ』
本作でMCU初登場。離反したカエシリウスらゼロッツに「カリオストロの書」のページを奪われた数ヶ月後、両手を治すべく救いを求めてやって来たストレンジに、多元宇宙の一端を見せつけると魔術の教えを請われるが、彼からカエシリウスと同じものを感じ取ったため一度は拒否した。しかしストレンジの辛抱強さと魔術の継承者としての可能性を見出し、時には獅子の子落としの如き厳しさで彼を魔術師の道へ導いていった。
ゼロッツがニューヨークのサンクタム・サンクトラムを襲った際に、ストレンジたちに前述の事実を知られつつもゼロッツに応戦するが、カエシリウスによって致命傷を負わされ、メトロポリタン総合病院に搬送されることになった。しかし絶命直前にアストラル体を分離させ、同じくアストラル体となったストレンジに最後の教えとメッセージを残してアストラル体が消滅。同時に息を引き取る。
『アベンジャーズ/エンドゲーム』
ブルース・バナー/スマート・ハルクが時間移動した、ニューヨーク決戦中の時代に登場。当時は「サンクタム・サンクトラム”（ニューヨーク）」の真上を飛び回っていたチタウリの群れを魔術で蹴散らしていた。そこに現れたブルースからタイム・ストーンの貸与を嘆願され、ストーンを守護する使命感と歴史改変の危険性から一度は拒否するが、ストレンジが未来で自らストーンをサノスに渡したことを聞かされると、アガモットの目を開いてブルースにストーンを貸与する。
『ホワット・イフ...?』シーズン1第4話

## その他のメディア

### テレビアニメ
- 『スパイダーマン』：シーズン3 『第1章 ドクター・ストレンジ』（原題：『Doctor Strange』）のフラッシュバックシーンにて、台詞無しで登場。

### その他の映画
- 『Dr. Strange』（1978年）：マイケル・アンサラが演じた。
- 『Doctor Strange: The Sorcerer Supreme』：マイケル・ヤマが声をあてた[19]。

### ビデオゲーム
- 『MARVEL ULTIMATE ALLIANCE』：ジェームズ・シーが声をあてた。
- 『マーベル・フューチャーファイト』：プレイヤーキャラクターとして登場。さらに、アンロック可能な代替スキンとしてMCUにおけるエンシェント・ワンの姿が登場する。
- 『マーベル スーパーウォー』：プレイヤーキャラクターとして登場。